# Poupiniidae
Famille
Les Poupiniidae sont une famille de crabes. Elle ne comprend que deux espèces une actuelle et une fossile dans deux genres monotypiques.

## Liste des genres
- Poupinia Guinot, 1991
- †Rhinopoupinia Feldmann, 1993

## Référence
- Guinot, 1991 : Établissement de la famille des Poupiniidae pour Poupina hirsuta gen. nov., sp. nov. de Polynésie (Crustacea Decapoda Brachyura Homoloidea). Bulletin du Muséum national d’Histoire naturelle, Section A, Zoologie, Biologie et Écologie Animales, Paris, ser. 4, vol. 12, n. 3–4, p. 577–605.

## Sources
- Ng, Guinot & Davie, 2008 : Systema Brachyurorum: Part I. An annotated checklist of extant brachyuran crabs of the world. Raffles Bulletin of Zoology Supplement, n. 17, p. 1–286.
- De Grave & al., 2009 : A Classification of Living and Fossil Genera of Decapod Crustaceans. Raffles Bulletin of Zoology Supplement, n. 21, p. 1-109.